# La Garriga (Navars)
La Garriga és una muntanya de 503 metres que es troba al municipi de Navars, a la comarca catalana del Bages.
Al cim podem trobar-hi un vèrtex geodèsic (referència 279103001).